# Nil Llop
Nil Llop Izquierdo (El Prat de Llobregat, 20 de septiembre de 2002) es un patinador de velocidad sobre hielo español.

## Carrera deportiva
Nacido en El Prat de Llobregat en 2002, desde muy joven empezó con el patinaje, tanto en línea como sobre hielo. En 2018 sufrió un grave accidente, con tan sólo 15 años, que lo dejó sin poder andar durante un tiempo, y con fracturas en la mandíbula y en la mano. Los médicos le dijeron que no podría volver a competir. Sin embargo, un año después logró la medalla de oro en los Juegos Mundiales de Patinaje en los 500 metros sprint en pista, así como la medalla de bronce en 200 metros, ambos en categoría junior.
En 2020 logró la medalla de plata en la prueba de 500 metros sobre hielo en los Juegos Olímpicos de la Juventud de Lausana 2020, postulándose, así, para poder obtener plaza para los Juegos Olímpicos de Pekín 2022.
En diciembre de 2021 logró obtener la plaza olímpica, en un primer momento, en la Copa del Mundo de Calgary, donde hizo 35.21 y 34.64 en 500 metros. Sin embargo, fue descalificado después de obtener los tiempos, ya que tocó un cono, lo que no es legal en el patinaje de velocidad sobre hielo. Finalmente, se quedó como primer reserva para los Juegos Olímpicos de 2022 en 500 metros, y como segundo reserva en 1000 metros, pero no se cayó nadie de la lista y no pudo acudir a Pekín.